# Arbis, Gironde
Arbis är en kommun i departementet Gironde i regionen Nouvelle-Aquitaine i sydvästra Frankrike. Kommunen ligger i kantonen Targon som tillhör arrondissementet Langon. År 2015 hade Arbis 277 invånare.

## Befolkningsutveckling
Antalet invånare i kommunen Arbis
Referens:INSEE